# Carlo Spinola
Carlo Spinola (1564 - Nagaszaki, 1622. szeptember 10.) jezsuita  misszionárius és pap. 32 társával együtt mártíromságot szenvedett Japánban, Nagaszakiban. A katolikus egyház mint boldog tiszteli őt, ünnepe szeptember 10-én van.

## Élete
Előkelő genovai grófi családból származott, Octavius Spinola ötödik gyermekeként. 1584 decemberében lépett be a Jézus Társaságába. Kelet-Indiában 1596-ban kezdte meg missziós tevékenységét, majd másfél évre Makaóba utazott, hogy a Szent Pál-templom homlokzatát megvitassák. Ezután 1602 augusztusában szállt partra Japánban. 1604-től 1611-ig Kiotóban tevékenykedett, majd Nagaszakiba ment. 1618-ban letartóztatták, 1622 szeptember 10-én máglyán halt kínhalált.

## Emlékezete
1867. május 7-én IX. Piusz pápa boldoggá avatta. Ereklyéjét a makaói múzeumnak adományozták.